# Luiz Carlos Ferreira
Luiz Carlos Ferreira, conocido como Luizinho (22 de octubre de 1958 en Nova Lima, Minas Gerais) es un futbolista brasileño retirado que jugó en el puesto defensivo.
En 1975 debutó con el Vila Nova AC de su ciudad natal donde militó durante dos temporadas. A partir de la temporada 1978-89 fichó por el Atlético Mineiro con el que ganó ocho campeonatos de Mina Gerais hasta 1989 (cuatro de ellos seguidos).
A partir de 1989 debutaría en el continente europeo con el Sporting de Lisboa durante tres años. Finalmente regresa a Brasil tras ser fichado por el Cruzeiro durante un año y con el qué ganó su noveno título mineiro.
En 1996 anunció su retirada del fútbol tras jugar su última temporada en el que fue su primer equipo

## Selección nacional
Desde 1980 a 1983 disputó 32 partidos como internacional en la selección brasileña marcando dos goles. Fue convocado para el Mundial de 1982 donde disputó cinco partidos.
Tras finalizar el campeonato mundial, fue seleccionado como uno de los mejores jugadores del torneo.

## Trayectoria profesional
- 1975-1977:  Villa Nova
- 1978-1989:  Atlético Mineiro
- 1989-1992:  Sporting de Lisboa
- 1992-1994:  Cruzeiro
- 1995-1996:  Villa Nova

## Palmarés
- Copa do Brasil: (1993)
- Campeonato Mineiro: (9) 1978-1982, 1985, 1986, 1989, 1994